# آرثر باتانيدس
آرثر باتانيدس (بالإنجليزية: Arthur Batanides)‏ هو ممثل أمريكي بدأ مسيرته الفنية سنة 1951. امتدت مسيرته الفنية لأكثر من 38 عاما.

## الأعمال
- الوصايا العشر
- سبارتاكوس

## روابط خارجية
- آرثر باتانيدس على موقع IMDb (الإنجليزية)
- آرثر باتانيدس على موقع أول موفي (الإنجليزية)
- آرثر باتانيدس على موقع قاعدة بيانات برودواي على الإنترنت (الإنجليزية)
- آرثر باتانيدس على موقع قاعدة بيانات الفيلم (الإنجليزية)